# 인천석남서초등학교
인천석남서초등학교(仁川石南西初等學校)는 대한민국 인천광역시 서구에 있는 공립 초등학교이다.

## 학교 연혁
- 1984년 3월 2일: 개교

## 참고 문헌
- 인천석남서초등학교 - 한국교육학술정보원 학교알리미

## 같이 보기
- 인천석남서초등학교 축구단